# Maurice Bardonneau

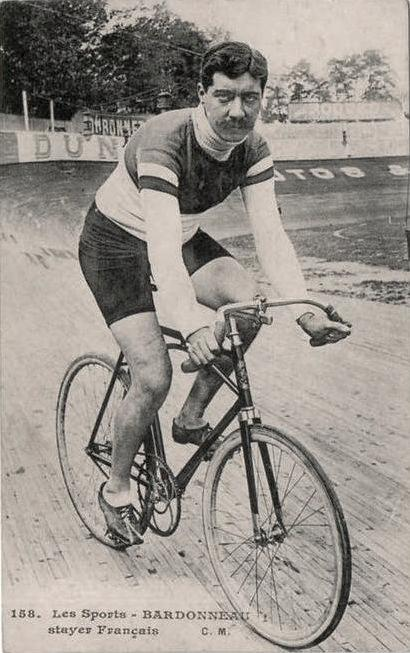
Maurice Bardonneau

Maurice Bardonneau (* 22. Mai 1885 in Saint-Maurice; † 3. Juli 1958 in Issy-les-Moulineaux) war ein französischer Radrennfahrer.
1906 war das erfolgreichste Jahr von Maurice Bardonneau: Bei den Olympischen Zwischenspielen 1906 in Athen startete er in drei Disziplinen und errang beim Straßenrennen von Athen nach Marathon und zurück sowie beim Bahnrennen im Velodrom Neo Faliro über 20 Kilometer jeweils die Silbermedaille. Bei den Bahn-Weltmeisterschaften in Genf im selben Jahr errang er den Titel. Von 1907 bis 1910 war Bardonneau Profi und wurde jeweils Dritter der französischen Profi-Stehermeisterschaft.